# Алдос Гардінг
Ганна Шаан Топп (Hannah Sian Topp) (народилася 10 липня 1990 року в Літтелтоні, Нова Зеландія), відома під творчим псевдонімом Алдос Гардінг (Aldous Harding), — новозеландська інді-фолк співачка та авторка пісень, відома своїми хітами Horizon, The Barrel, Lawn. Працює з британським незалежним лейблом 4AD. Живе у Кардіффі, Уельс, Велика Британія.

## Біографія
Її ранні роки пройшли в Окленді, Данідіні та на фермі у Джералдіні. Її мати - фолк-співачка, ляльковод та лялькова майстриня канадського походження Лоріна Гардінг. Тему маріонеток Алдос Гардінг обіграє у своєму музичному відео на пісню The Barrel та у кліпі валійського співака H. Hawkline на пісню Impossible People, де вона знялася у камео.
З 11 років Алдос Гардінг жила разом з матір'ю на фермі у Джералдіні, де мало цікавилася музикою, думаючи про акторську кар'єру. В подальшому Алдос буде використовувати свій акторський талант, створюючі різні образи для кожної пісні під час живих виступів та у музичних відео.
Після закінчення старшої школи у Данідіні Алдос подорожує Європою, Британією та Канадою. У 16 років Алдос Гардінг жила у Квебеку у родичів матері, де працювала на сімейній фермі та у ресторані. У свої підліткові роки вона вживала багато наркотиків та алкоголю, але врешті-решт саме музика стала для неї рятівним засобом здорового самовираження.
Після повернення до Джералдіну Алдос Гардінг зустріла новозеландську співачку Аніку Моа, яка почувши, як Алдос співає, і захопившись її талантом, запропонувала їй грати разом з нею. Пізніше Алдос кілька років виступала разом з кантрі-колективом The Eastern, набувши впевненості в собі як в артисті.
Надалі Алдос Гардінг співала разом зі своїми друзями з Літтелтону Флорою Найт (Flora Knight) та Беном Вуллі (Ben Woolley) у фолк-колективі Lonesome Pine Specials.
До 2017 року зустрічалася з новозеландським співаком Марлоном Вільямсом, з яким співала у дуеті.
Живе у Кардіффі разом з валійським співаком та музикантом Гейвом Евенсом (Huw Evans), відомим як H. Hawkline.

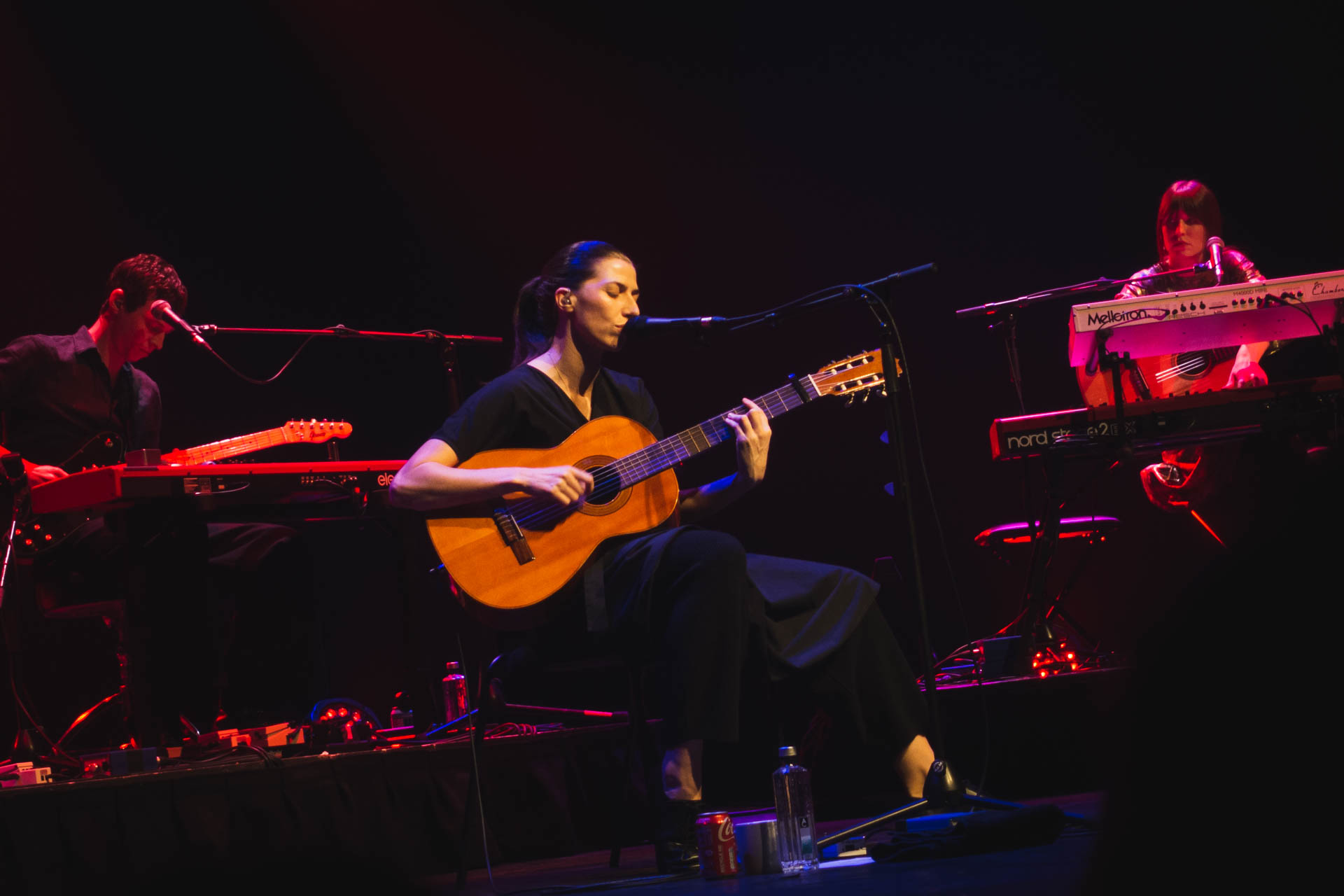
Алдос Гардінг під час туру на підтримку альбому Warm Chris

## Творчість
Свій псевдонім Алдос Гардінг обрала на честь письменника Алдоса Гакслі та свого вітчима, чиє прізвище Гардінг згодом стало також і її власним.
На її музичний смак великий вплив мали пісні Ніла Янга, Ніка Дрейка, Пола Маккартні, Лізи Лопес, Міт Лоф, Bee Gees та ін.. У музичному відео на пісню Fever навіть є пряме посилання на ім'я Ніла Янга.
Однією з особливостей співачки є її голос, тембр та тон якого вона змінює від пісні до пісні. На питання, чому вона не співає своїм "нормальним" голосом, Алдос відповідає, що більше не розуміє, що таке її нормальний голос.
Дебютний альбом Алдос Гардінг під назвою Aldous Harding вийшов у липні 2014 року. Тур на його підтримку Алдос Гардінг розпочала зі свого рідного міста. Пісні з цього альбому в стилі англійського фолку виконані в архаїчній манері, основною темою альбому є протистояння добра і зла. Найвідомішою піснею з цього альбому стала Stop Your Tears.
Після цього Алдос Гардінг написала британському продюсеру Джону Перішу з пропозіцією надіслати йому демо своїх пісень. Після першої зустрічі Джон Періш погодився працювати з нею, вплинувши в подальшому на удосконалення творчості Алдос та на зміну стилю її пісень.
10 лютого 2017 року британський незалежний лейбл 4AD презентував пісню Алдос Гардінг Horizon.
У травні того ж 2017 року виходить другий альбом під назвою Party, номінований на премію незалежного європейського альбому року IMPALA. У 2018 році альбом відзначено премією Taite Music Prize. В турі на підтримку нового альбому разом з Алдос грає музикант Джаред Семюел (Jared Samuel). Знаковими піснями з цього альбому стали Horizon, Blend, Imagining My Man.
У вересні 2017 року Алдос Гардінг випускає сингл Elation.
У листопаді 2017 року відбувся реліз пісні Марлона Вільямса Nobody Gets What They Want Anymore, в якій звучить вокал Алдос Гардінг.
У квітні 2019 року виходить третій альбом Designer, який був тепло прийнятий критиками. За пісню The Barrel з цього альбому Алдос Гардінг отримала премію APRA Silver Scroll. Алдос тепер виступає разом з групою з чотирьох музикантів: Гейв Евенс (Huw Evans), відомий як H. Hawkline, - бас-гітара, Ґвійон Лювелін (Gwion Llewelyn) - ударні, Малі Лювелін (Mali Llewelyn) - клавішні, та Гаррі Стівенсон (Harry Stevenson) - гітара. Найвідомішими хітами стали The Barrel, Designer, Treasure.
До альбому не ввійшла презентована під час туру 2019 року пісня Old Peel, окремий реліз якої відбувся лише у 2021 році.
Також у 2021 році виходить кавер на пісню Revival американського інді-рок гурту Deerhunter.
Протягом локдаунів 2020 року, перебуваючи у Джералдіні, Алдос Гардінг починає працювати над новим альбомом, який виходить у березні 2022 року під назвою Warm Chris. Альбом відзначився піснями Lawn, Fever.
У травні 2023 року у рамках проєкту The Endless Coloured Ways: The Songs of Nick Drake Алдос Гардінг в дуеті з Джоном Перішем записує кавер на пісню Ніка Дрейка Three Hours.

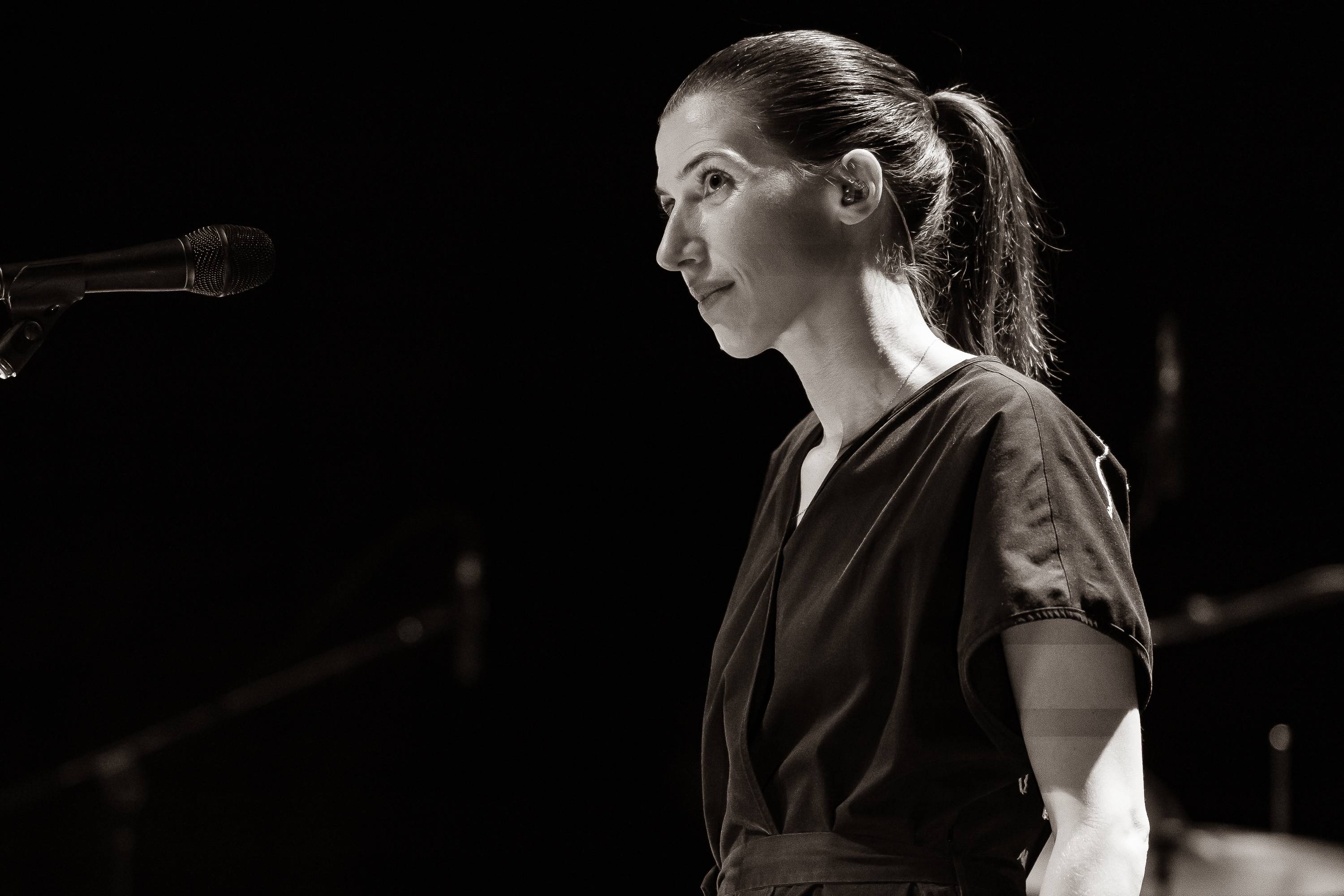
Алдос Гардінг

## Дискографія

### Студійні альбоми
- 2014: Aldous Harding
- 2017: Party
- 2019: Designer
- 2022: Warm Chris

### Сінгли
- 2017: Horizon
- 2017: Elation
- 2017: Nobody Gets What They Want Anymore (разом з Марлоном Вільямсом)
- 2019: The Barrel
- 2019: Golden Sprinter (бонусний трек для Японії)[35]
- 2021: Old Peel
- 2021: Revival (кавер пісні гурту Deerhunter)
- 2023: Three Hours (разом з Джоном Перішем)